# Historische Kommission für ost- und westpreußische Landesforschung
Die Historische Kommission für ost- und westpreußische Landesforschung (HiKo-OWP) ist eine Historische Kommission, die sich mit der Geschichte der Landschaften Ost- und Westpreußen befasst. Sie wurde 1923 in Königsberg i. Pr. gegründet und nahm ihre Arbeit 1950 in der Bundesrepublik Deutschland wieder auf.

## Aufgabe
Sie war eine der jüngsten landesgeschichtlichen Historischen Kommissionen im damaligen Deutschen Reich. Ihre räumliche Zuständigkeit sah sie im Gebiet der preußischen Provinzen Ost- und Westpreußen, wie sie bis 1920 bestanden hatten. In der damaligen wirtschaftlichen Notlage koordinierte die Kommission die Vorhaben der älteren Geschichtsvereine in Ost- und Westpreußen (Danzig), in Zusammenarbeit mit der Albertus-Universität Königsberg und anderen öffentlichen und privaten Einrichtungen, die sich der Geschichte des Preußenlandes verschrieben hatten.

## Nach 1945
In Verbindung mit dem Herder-Institut (Marburg) nahm die Kommission ihre Arbeit 1950 wieder auf. Die großen mediävistischen Quelleneditionen und die Schriftenreihe für Monographien konnten nach jahrzehntelanger Pause fortgeführt werden. Mit einem Handbuch für die Zeit vom ausgehenden Mittelalter bis zum Ende des Zweiten Weltkriegs und zwei umfangreichen Festschriften war eine Zwischenbilanz möglich.
Die Forschungen der Historischen Kommission und ihrer Mitarbeiter werden jährlich auf öffentlichen Tagungen vorgestellt und diskutiert. Ihre Ergebnisse werden in der Buchreihe Tagungsberichte veröffentlicht. Je nach Finanzierbarkeit steht für Monographien die Buchreihe Einzelschriften zur Verfügung. Das seit 1963 erscheinende Mitteilungsblatt Preußenland wird seit 2010 mit der Copernicus-Vereinigung für Geschichte und Landeskunde Westpreußens als Jahrbuch Preußenland fortgesetzt.

## Kooperationen
Die (schon vor 1945) chronische Unterfinanzierung der Historischen Kommission hat es nötig gemacht, vor allem größere Projekte bei anderen Einrichtungen unterzubringen. Das von der Akademie der Wissenschaften und der Literatur in Mainz betreute „Preußische Wörterbuch“ konnte mit Müh und Not abgeschlossen werden, während der Historisch-Geographische Atlas des Preußenlandes (zuletzt bei der Akademie der Wissenschaften zu Göttingen) nach Lieferung 15 aus finanziellen Gründen abgebrochen wurde. Zu nennen sind weiterhin die landesgeschichtlichen Bibliographien im Herder-Institut und die Edition bedeutender Quellen durch Mitarbeiter des Geheimen Staatsarchivs Preußischer Kulturbesitz in Berlin. Ein „Verbindungsmann“ zum Geheimen Staatsarchiv war Kurt Forstreuter, der noch das alte Staatsarchiv in Königsberg erlebt hatte.
Mit den Kollegen der Nachbarländer, zu deren Staatsgebieten Teile Ost- und Westpreußens heute gehören, wird seit Jahrzehnten zusammengearbeitet.
Die Kommission ist im Buch „Die Arbeit des Forschungsverbundes Ostmitteleuropa in den Jahren 1990-1996“ und in verschiedenen Berichten der Bundesregierung zur Arbeit nach § 96 BVFG als eine von sieben Historischen Kommissionen aufgeführt.

## Vorsitzende
- Otto Krauske, Königsberg (1923–1927)
- Max Hein, Königsberg (1927–1945)
- Erich Keyser, Marburg (1950–1965)
- Hans Koeppen, Göttingen (1965–1974)
- Udo Arnold, Bonn (1974–1995)
- Bernhart Jähnig, Berlin (1995–2010)
- Arno Mentzel-Reuters, Augsburg/München (2010–2019)
- Jürgen Sarnowsky, Hamburg (seit 2019)